# Lutjanus biguttatus
Lutjanus biguttatus là một loài cá biển thuộc chi Lutjanus trong họ Cá hồng. Loài này được mô tả lần đầu tiên vào năm 1830.

## Từ nguyên
Từ định danh được ghép bởi hai âm tiết trong tiếng Latinh: tiền tố bi (“hai”) và guttatus (“có đốm”), hàm ý đề cập đến hai đốm trắng trên lưng của loài cá này.

## Phạm vi phân bố và môi trường sống
Từ Maldives, L. biguttatus được phân bố trải dài về phía đông đến đảo New Ireland và quần đảo Solomon, ngược lên phía bắc đến Nam Nhật Bản, giới hạn phía nam đến rạn san hô Great Barrier. Ngoài ra, L. biguttatus còn được tìm thấy ở Fiji, Samoa và quần đảo Caroline. L. biguttatus cũng được ghi nhận tại vùng biển Việt Nam.
L. biguttatus sống tập trung trên các rạn san hô ở độ sâu đến ít nhất là 36 m.

## Mô tả

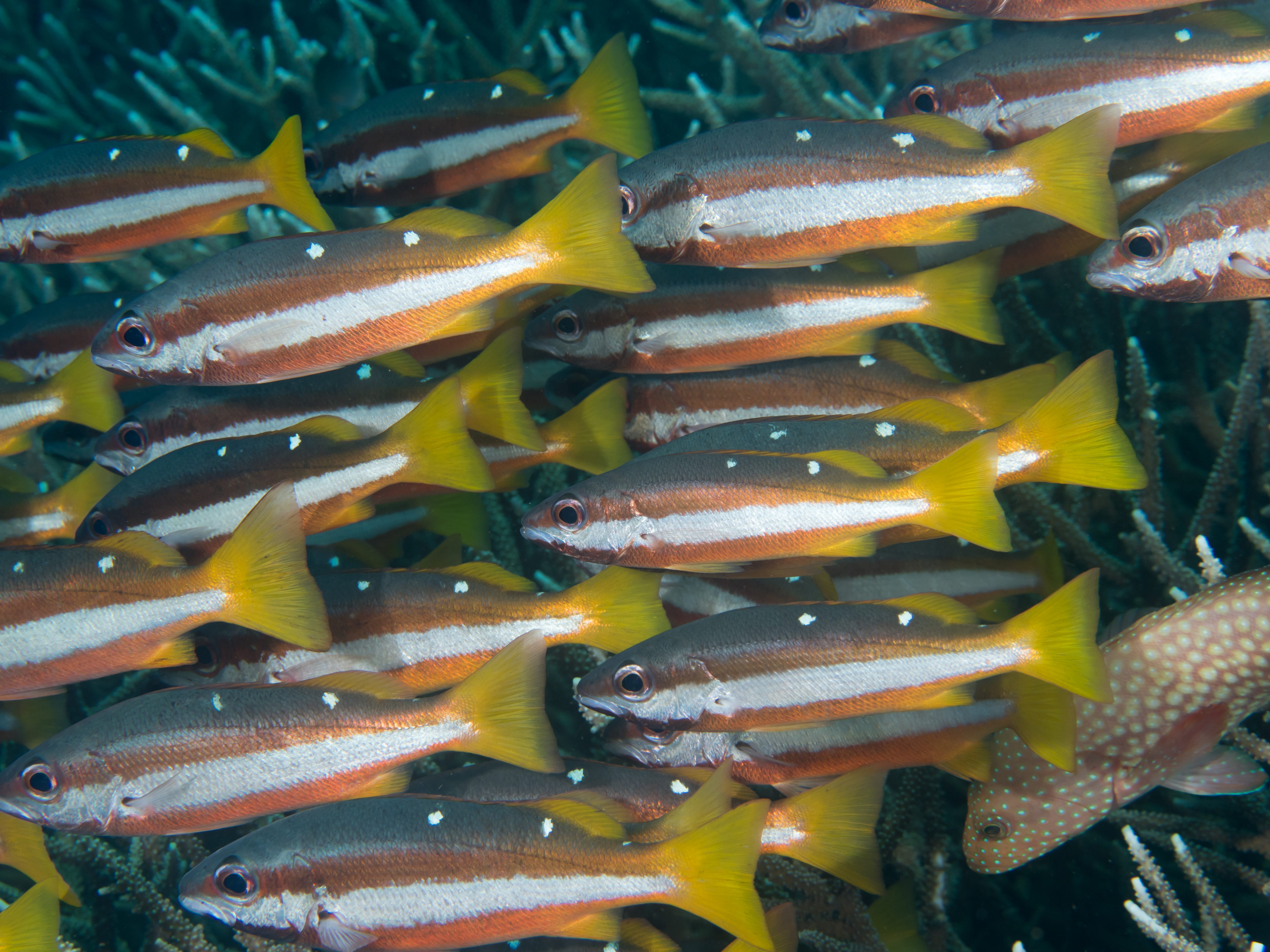
Một đàn L. biguttatus

Chiều dài cơ thể lớn nhất được ghi nhận ở L. biguttatus là 25 cm. Cá có màu nâu sẫm ở vùng lưng và thân trên, thân dưới và bụng màu vàng nâu. Các vây có màu vàng. Hai bên lườn có một dải sọc màu xám bạc từ dưới mắt kéo dài đến gốc vây đuôi. Hai đốm trắng nhỏ ở lưng.
Số gai ở vây lưng: 10; Số tia vây ở vây lưng: 12; Số gai ở vây hậu môn: 3; Số tia vây ở vây hậu môn: 8; Số tia vây ở vây ngực: 15–16; Số lược mang vòng cung thứ nhất: 23–25.

## Sinh học
Thức ăn của L. biguttatus là các loài cá nhỏ hơn và các loài động vật giáp xác. Loài này có thể hợp thành đàn lên đến hơn 100 cá thể.

## Thương mại
L. biguttatus là loài có tầm quan trọng ở một số khu vực (như Sri Lanka), nhưng nhìn chung được bán với số lượng nhỏ.